# (36697) 2000 RC17
2000 RC17 (asteroide 36697) é um asteroide da cintura principal. Possui uma excentricidade de 0.12413640 e uma inclinação de 8.24204º.
Este asteroide foi descoberto no dia 1 de setembro de 2000 por LINEAR em Socorro.